# 韋澤鎮區 (北達科他州基德縣)
韋澤鎮區（英語：Weiser Township）是位於美國北達科他州基德縣的一個鎮區。

## 地方資料
韋澤鎮區的面積為93.03平方千米，當中陸地面積為90.29平方千米，而水域面積為2.74平方千米。根據2020年美國人口普查的數據，當地共有人口25人，而人口密度為每平方千米0.27人。